# Piedras Blancas (Costa Rica)
Piedras Blancas es un distrito del cantón de Osa, en la provincia de Puntarenas, de Costa Rica.

## Historia
Piedras Blancas fue creado el 27 de noviembre de 1995 por medio de Decreto Ejecutivo 24819-G.

## Geografía
Piedras Blancas cuenta con un área de 262,58 km² y una altitud media de 101 m s. n. m.

## Demografía
Para el año 2022, Piedras Blancas cuenta con una población estimada de 5724 habitantes, y para el último censo efectuado, en 2011, Piedras Blancas contaba con una población de 4138 habitantes.

## Localidades
- Poblados: Ángeles, Bellavista, Calera, Cerro Oscuro, Chacarita, Fila, Finca Alajuela, Finca Guanacaste, Finca Puntarenas, Florida, Guaria, Kilómetro 40, Navidad, Nubes, Porvenir, Rincón Caliente, Salamá, San Martín, Santa Cecilia, Santa Rosa, Sinaí, Venecia, Villa Bonita, Villa Colón.

## Transporte

### Carreteras
Al distrito lo atraviesan las siguientes rutas nacionales de carretera:
- Ruta nacional 2
- Ruta nacional 245

## Turismo
El pueblo de Piedras Blancas de Osa tiene diferentes atractivos turísticos, además, de colindar con el Parque Nacional Piedras Blancas un lugar poco conocido y explorado, se añade a las bellezas escénicas y conexión que pueda tener con las personas que lo visiten. Así mismo, cuenta con diferente infraestructura turística que hace posible el desarrollo de actividades, como: cercanía con supermercados, gasolineras y restaurantes y algunos alojamientos. 
Actualmente, cuenta con una Comisión de Turismo que trabaja de manera ad honorem en el desarrollo del lugar para posicionarlo como un atractivo más en la lista de lugares turísticos de Costa Rica. La Comisión se crea el 15 de mayo del 2024 para promover el desarrollo turístico y empoderar a los emprendedores de la zona. 
Actualmente cuenta con una base de datos de 25 empresarios todos activos que se capacitan constantemente en mejorar sus habilidades, conocimientos en turismo para fortalecer sus negocios. 
Historia, ríos y cerros encierran el pueblo de Piedras Blancas como un sector nuevo por explorar, conocer. La calidez de su gente permite que su estancia sea más llevadera. 